# Presó de Soto del Real
El Centre Penitenciari Madrid V o presó de Soto del Real és un centre penitenciari de la Secretaria General d'Institucions Penitenciàries d'Espanya, situat en el terme municipal de Soto del Real, en la Comunitat de Madrid.

## Característiques
Situada en el quilòmetre 3,5 km de la carretera M-609, la presó va ser inaugurada el 14 de març de 1995 pel llavors ministre de l'Interior i de Justícia Juan Alberto Belloch, amb una capacitat inicial per 2000 reclusos. Explicava llavors amb una piscina, dues pistes d'esquaix, pistes d'handbol, bàsquet i futbol sala i gimnasos.
Presó de referència per a l'Audiència Nacional, sovint és anomenada «presó VIP». Entre els reus de la presó poden citar-se figures públiques com Jordi Pujol Ferrusola, Sandro Rosell, Luis Bárcenas, Miguel Blesa, Gerardo Díaz Ferrán, Ignacio González, Francisco Corretja, Lluís Prenafeta, Mario Conde, Macià Alavedra, Miguel Bernad, José María Ruiz Mateos, Ángel María Villar, Jordi Sànchez i Jordi Cuixart.